# ماروزبا
ماروزبا (به ایتالیایی: Mazzorbo) یک منطقهٔ مسکونی در ایتالیا است که در ونیز واقع شده‌است.